# 도쿄 국제대학
도쿄 국제대학(일본어: 東京国際大学 동경국제대학[*], Tokyo International University)은 일본 도쿄도 이케부쿠로에 위치한 사립 대학이며 이 외에도 신주쿠구와 사이타마현 가와고에시 사카도시에 캠퍼스를 가지고 있는 사립 대학이다.

## 학부
- 경제학부
- 상학부
- 언어커뮤니케이션학부
- 인간사회학부
- 국제관계학부

## 대학원
- 경제학연구과
- 국제관계학연구과
- 임상심리학연구과
- 사회학연구과
- 상학연구과

## 주요 동문
- 요코야마 히데오‐소설가
- 宮本浩次